# Domiciano Leal Sargenta
Domiciano Leal Sargenta (¿? - Front de l'Ebre, 23 de setembre de 1938) va ser un militar espanyol que va combatre en la Guerra civil espanyola.
Actiu militant de les Joventuts Socialistes Unificades (JSU), després de començar la Guerra civil es va unir a les milícies del Cinquè Regiment i al comandament d'una agrupació va participar en els combats de Guadarrama, Madrid, Guadalajara o Brunete. El gener de 1938, durant la batalla de Terol i amb el rang de major de milícies, es va fer càrrec de la 10a Brigada Mixta en substitució del mort Policarpo Candón. Per llavors la Brigada estava integrada en la divisió al comandament del famós Valentín González "El Campesino".
El 25 juliol de 1938, Leal va travessar el riu Ebre al costat de la seva brigada i la resta de la 46a Divisió, però no ho va fer El Campesino. Valentín González argumentà que era malalt, però els seus oficials superiors no li van creure, pensant que en realitat li havia entrat un atac de pànic davant la idea de travessar el riu, i el van destituir en favor de Domiciano Leal. Durant els següents dos mesos va intervenir al capdavant de la seva unitat en la batalla de l'Ebre al costat del V Cos d'Exèrcit manat per Enrique Líster. Les lluites seran especialment sagnants en la Serra de Pàndols, on la divisió va sofrir greus baixes pel foc d'artilleria i els assalts de la infanteria franquista.
El 23 de setembre va morir per una bala enemiga mentre reconeixia el front. Va ser substituït pel major de milícies Vicente López Tovar. Després de la seva mort fou proposat per a la concessió de la Placa Laureada de Madrid a títol pòstum.